# Mikrodeletionssyndrom 17q11.2
Das Mikrodeletionssyndrom 17q11.2 ist eine seltene Form einer Neurofibromatose Typ 1 mit den Hauptmerkmalen leicht auffälliges Gesicht, Entwicklungsverzögerung, Geistige Behinderung, erhöhtes Malignomrisiko und einer Vielzahl an Neurofibromen.
Synonyme sind: Del(17)(q11); Monosomie 17q11; NF1-Mikrodeletionssyndrom; Neurofibromatose Typ 1-Mikrodeletionssyndrom; englisch Neurofibromatosis 1 Microdeletion Syndrome; Nf1 Microdeletion Syndrome; Van Asperen Syndrome
Das Syndrom kann als Sonderform der Neurofibromatose Typ 1 angesehen werden, so ältere Bezeichnungen auch mit der Namensbezeichnung „Van Asperen Syndrom“ unter Bezug auf den niederländischen Humangenetiker C. J. Van Asperen und Mitarbeiter.

## Verbreitung
Die Häufigkeit ist nicht bekannt. Bei 5–20 % der Patienten mit NF1 können Deletionen unterschiedlichen Ausmaßes nachgewiesen werden. Bislang wurde über mehr als 170 Betroffene berichtet. Eine eventuelle Vererbung erfolgt autosomal-dominant.

## Ursache
Der Erkrankung liegen Mikrodeletionen auf dem Chromosom 17 in der Region Genort q11.2 zugrunde, welche auch das Neurofibromin 1 Gen betreffen können, das die Neurofibromatose Typ 1 verursacht. Meist handelt es sich um de-novo-Mutationen.

## Klinische Erscheinungen
Klinische Kriterien sind:
- Krankheitsbeginn bereits vorgeburtlich, in der Neugeborenenzeit oder während der Kindheit
- Gesichtsauffälligkeiten wie grobe Gesichtszüge, hervortretende Stirn, Ptosis, herabhängende Lidspalte, Hypertelorismus, breite Nase, tief ansetzende Ohrmuschels, Mikrognathie
- zahlreiche Neurofibrome häufiger der Haut, seltener plexiforme Neurofibrome
- Aufmerksamkeitsdefizit-/Hyperaktivitätsstörung, verzögerte intellektuelle Entwicklung

Hinzu können Mikro-, Makrozephalie, Optikusgliom, Kolobom, Herzfehler, große Hände und Füße, überstreckbare Gelenke, Muskelhypotonie, Skoliose, Trichterbrust und Knochenzyten kommen.
Das Risiko maligner Entartung ist erhöht.

## Diagnose
Die Diagnose ergibt sich aus der Kombination klinischer Befunde und der humangenetischen Untersuchung.